# Julius von Sydow
Julius Leonard von Sydow, född den 2 juli 1822, död den 2 januari 1887, var en svensk tjänsteman och författare. Han var kamrerare i Väg- och vattenbyggnadsstyrelsen.
1844 grundade von Sydow Samfundet SHT och blev dess förste stormästare. 1861 utkom en samling av hans dikter och sånger.